# Colostygia aestivalis
Colostygia aestivalis là một loài bướm đêm trong họ Geometridae.